# فيولا غيليت
فيولا غيليت (بالإنجليزية: Viola Gillette)‏ هي مغنية أمريكية، ولدت في 1871، وتوفيت في 1956 في مدينة سولت ليك في الولايات المتحدة.